# 진모영
진모영은 대한민국의 다큐멘터리 영화 감독이자 제작자이다. 2014년 작품 님아, 그 강을 건너지 마오를 감독했다.
1997년부터 다큐멘터리 텔레비전 프로그램들을 감독하고 제작해왔다. 2012년, 시바, 인생을 던져라는 장편 영화를 제작했다.

## 참여 작품
- 시바, 인생을 던져 (2013) 제작자, 프로듀서, 각색, 기획
- 님아, 그 강을 건너지 마오(2014) 감독, 촬영감독
- DMZ사운드스케이프-시간의 소리 (2015) 제작자
- 올드마린보이 (2017) 감독, 프로듀서, 촬영
- 엘리펀트보이 (2018) 프로듀서
- 나의 노래는 멀리멀리 (2019) 프로듀서
- 울림의 탄생 (2020) 컨설팅 프로듀서
- 님아, 넷플릭스 오리지널 다큐멘터리 시리즈 (2021) 감독, EP
- 그대가 조국 (2022) 제작자, 투자책임